# سکه نیم دلاری یادبود مسیر اورگن

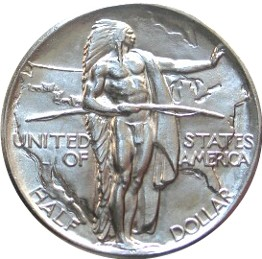
روی سکه

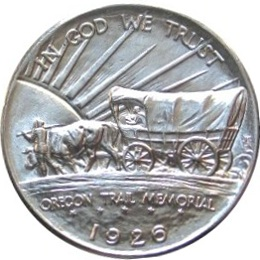
پشت سکه

سکه نیم دلاری یادبود مسیر اورگن (انگلیسی: Oregon Trail Memorial half dollar) سری سکه‌های به ارزش ۵۰ سنت (نیم دلار) بود که به شکلی متناوب بین سال‌های ۱۹۲۶ تا ۱۹۳۹ میلادی در آمریکا ضرب می‌گردید. جنس سکه ها ۹۰ درصد نقره و ۱۰ درصد مس است.